# Matrilin-1
Matrilin-1‏ (Matrilin 1) هوَ بروتين يُشَفر بواسطة جين Matrilin-1 في الإنسان.